# PowerPoint Show
 (septembre 2020).
Si vous disposez d'ouvrages ou d'articles de référence ou si vous connaissez des sites web de qualité traitant du thème abordé ici, merci de compléter l'article en donnant les références utiles à sa vérifiabilité et en les liant à la section « Notes et références ».
PowerPoint Show est un type de fichier dont le format est propriétaire pour le système d'exploitation Windows. Ce sont les présentations ou diaporamas du logiciel PowerPoint, ce logiciel est compris dans certaines versions de la suite bureautique Microsoft Office. On peut le classer dans la catégorie Animation multimédia.

## Extensions
- .pps
- .ppt Power Point
- .pot modèle

## Compatibilité
PowerPoint Show reste lisible avec PowerPoint Viewer pour ceux qui n'ont pas acheté de licence PowerPoint, mais qui sont équipés de Windows. 
Sous Linux (tout comme sous Windows ou Mac OS X), il est modifiable avec OpenOffice ou LibreOffice. Toutefois, le diaporama ne s'anime qu'en appuyant sur la touche [F5]. De plus, la compatibilité n'est pas toujours parfaite.